# St. Germain, Wisconsin
St. Germain là một thị trấn thuộc quận Vilas, tiểu bang Wisconsin, Hoa Kỳ. Năm 2010, dân số của thị trấn này là 2.033 người.